# Drepanotylus aduncus
Drepanotylus aduncus är en spindelart som beskrevs av Yu-hua Sha och Zhu 1995. Drepanotylus aduncus ingår i släktet Drepanotylus och familjen täckvävarspindlar. Inga underarter finns listade i Catalogue of Life.